# Liste des basiliques de la Toscane
Cette liste recense les basiliques de la Toscane, Italie.

## Liste
- Arezzo
  - Basilique San Francesco
- Cortona
  - Basilique Sainte-Marguerite
- Fiesole
  - Couvent San Domenico
  - Basilique Saint-Alexandre
- Florence
  - Basilique de la Santissima Annunziata
  - Basilique Santa Maria Novella
  - Basilique San Miniato al Monte
  - Basilique San Lorenzo de Florence
  - Basilique Santo Spirito
  - Basilique Santa Croce de Florence
  - Basilique Santa Trinita
- Grosseto
  - Basilique du Sacré-Cœur-de-Jésus
- Lucques
  - Basilique San Frediano
- Pistoia
  - Basilique Notre-Dame de l'humilité
- Prato
  - Basilique Sainte-Marie des prisons
  - Basilique Saints-Vincent-et-Catherine de Ricci
- San Giovanni Valdarno
  - Basilique Santa Maria delle Grazie
- San Piero a Grado
  - Basilique Saint-Pierre l'Apôtre
- Sienne
  - Basilique Saint-François
  - Basilique San Domenico
  - Basilique de l'Observance
  - Basilique San Clemente in Santa Maria dei Servi